# Alexander Trees
 (novembre 2020).
Pour les articles homonymes, voir Trees.
Alexander John « Sandy » Trees, Baron Trees (né le 12 juin 1946) est un professeur de parasitologie vétérinaire et membre Crossbench de la Chambre des lords.

## Jeunesse
Trees est né le 12 juin 1946, à Middlesbrough et passe son enfance à Scunthorpe, North Lincolnshire. Il fait ses études à Brumby Junior School puis à Brigg Grammar School entre 1957 et 1964. En 1969, il est diplômé de la Royal (Dick) School of Veterinary Studies de l'Université d'Édimbourg avec un baccalauréat en médecine et chirurgie vétérinaires (BVM & S) et obtient son diplôme de vétérinaire .

## Carrière académique
Après avoir obtenu son diplôme, Trees entreprend une expédition de recherche au Kenya de 1969 à 1970. Il passe ensuite un an en tant que vétérinaire en exercice à Derby, en Angleterre . Il obtient aussi un doctorat en philosophie (PhD). Il rejoint la société pharmaceutique vétérinaire Elanco à Rome, en Italie. Il est conseiller vétérinaire pour le Moyen-Orient de 1977 à 1979, conseiller vétérinaire pour le Moyen-Orient, la Turquie et l' Afrique de 1979 à 1980, et enfin directeur des sciences animales au Moyen-Orient et en Afrique en 1980.
En 1980, il rejoint l'Université de Liverpool comme professeur de parasitologie vétérinaire . Il est chef du département de parasitologie vétérinaire de 1992 à 2001. En 1994, il est nommé professeur de parasitologie vétérinaire  et chef de la division de biologie des parasites et des vecteurs à la Liverpool School of Tropical Medicine. Il est doyen de la Faculté des sciences vétérinaires de l'Université de Liverpool de 2001 à 2008. En 2011, il prend sa retraite de l'Université.
Il est vice-président du Collège européen de parasitologie vétérinaire de 2006 à 2009. Il est président du Royal College of Veterinary Surgeons de 2009 à 2010. Depuis 2011, il est membre du comité exécutif de l'Association mondiale pour l'avancement de la parasitologie vétérinaire,. Il est président du Moredun Research Institute depuis décembre 2011.
En mars 2016, Trees est élu membre honoraire de la Royal Society of Edinburgh.

## Chambre des lords
Le 3 juillet 2012, Trees est créé pair à vie en tant que baron Trees, de The Ross (une route de Comrie à Perth et Kinross), et est présenté à la Chambre des lords le 12 juillet 2012, où il siège en tant que Crossbench, ou pair indépendant. Il n'est que le deuxième vétérinaire à devenir membre de la Chambre des lords après Lord Soulsby.
Le baron Trees prononce son premier discours à la Chambre des lords en janvier 2013 sur le débat sur Leveson.